# Präsidentschaftswahl in Abchasien 2019
Die Präsidentschaftswahl in Abchasien 2019 fand am 25. August und eine Stichwahl am 8. September statt. Nachdem kein Kandidat in der ersten Runde eine absolute Mehrheit erhalten hatte, konnte auch in der darauf folgenden Runde keiner diese erhalten. Die Wahlkommission verkündete Raul Khajimba als Wahlsieger. Dies wurde vom obersten Gericht in Abchasien bestätigt, nachdem der Oppositionsführer Alchas Kwitzinia die Wahl anzweifelte. Im Januar 2020 widerrief das Gericht seine Entscheidung und Khajimba trat nach Protesten zurück. Neuwahlen wurden am 22. März 2020 durchgeführt.

## Hintergrund
Die Republik Abchasien ist international von den meisten Staaten nicht anerkannt.
Anfangs hatte die Volksversammlung von Abchasien die Wahl am 21. Juli angesetzt. Sie wurde im Mai verschoben aufgrund eines Giftanschlages auf den Oppositionskandidaten Aslan Bschania.
Es gab neun wählbare Kandidaten. Das abchasische Wahlsystem ermöglicht es auch, gegen alle Kandidaten zu stimmen.

## Wahlergebnis
| Kandidaten                          | Kandidaten                          | Erster Wahlgang | Erster Wahlgang | Zweiter Wahlgang | Zweiter Wahlgang |
| Kandidaten                          | Kandidaten                          | Stimmen         | %               | Stimmen          | %                |
| ----------------------------------- | ----------------------------------- | --------------- | --------------- | ---------------- | ---------------- |
|                                     | Raul Khajimba                       | 20,544          | 26.33           | 39,741           | 48.68            |
|                                     | Alkhas Kvitsinia                    | 18,929          | 24.26           | 38,742           | 47.46            |
|                                     | Oleg Arshba                         | 18,665          | 23.92           |                  |                  |
|                                     | Astamur Tarba                       | 5,695           | 7.30            |                  |                  |
|                                     | Leonid Dzapshba                     | 4,935           | 6.33            |                  |                  |
|                                     | Shamil Adzinba                      | 3,579           | 4.59            |                  |                  |
|                                     | Almas Japua                         | 1,753           | 2.25            |                  |                  |
|                                     | Artur Ankvab                        | 1,403           | 1.80            |                  |                  |
|                                     | Astamur Kakalia                     | 841             | 1.08            |                  |                  |
|                                     | Keinen dieser Kandidaten            | 1,677           | 2.15            | 3,154            | 3.86             |
| Ungültige Stimmen                   | Ungültige Stimmen                   | 4,770           | –               | 2,246            | –                |
| Gesamt                              | Gesamt                              | 82,791          | 100             | 83,883           | 100              |
| Registrierte Wähler/Wahlbeteiligung | Registrierte Wähler/Wahlbeteiligung | 129,421         | 63.97           | 127,136          | 65.98            |